# Paolo Tosato
Paolo Tosato (Negrar, 8 settembre 1972) è un politico italiano, dal 2 luglio 2014 senatore della Repubblica per la Lega.

## Biografia

### Consigliere comunale di Verona
Iscritto alla Lega Nord dal 17 marzo 1995, alle elezioni amministrative del 1998 viene eletto consigliere comunale di Verona, venendo poi rieletto alla successiva tornata elettorale del 2002, diventando anche vicepresidente del consiglio comunale sotto l'amministrazione di Michela Sironi (in maggioranza nel centro-destra) e di Paolo Zanotto (in opposizione al centro-sinistra).
Alle elezioni provinciali del 2004 è candidato a consigliere provinciale di Verona per il collegio di Verona-Collina, ma non è eletto. Nella tornata del 2009 ripresenta la propria candidatura per il collegio di Verona-Borgo Trento, ma nuovamente non riesce a ottenere il seggio.
Alle elezioni amministrative del 2007 viene rieletto per la terza volta al consiglio comunale di Verona, diventando anche assessore ai giardini, strade, arredo urbano nella giunta comunale del collega di partito Flavio Tosi, incarichi che mantiene fino al 24 maggio 2010, quando viene eletto consigliere regionale del Veneto.

### Elezione a consigliere regionale
In occasione delle elezioni regionali in Veneto del 2010 viene eletto in Consiglio regionale con la Lega Nord per la circoscrizione di Verona con 14.538 preferenze; viene quindi nominato vice-capogruppo della Lega Nord. Durante il suo mandato di consigliere regionale è stato promotore del disegno di legge per l'indizione di un referendum sull'indipendenza del Veneto, poi approvata l'11 giugno 2014.
Nel 2011 diventa segretario provinciale della Lega Nord a Verona.

### Elezione a senatore
Alle elezioni politiche del 2013 è stato candidato al Senato della Repubblica, tra le liste della Lega Nord per la circoscrizione Veneto, risultando il primo dei non eletti.
Il 2 luglio 2014, a seguito delle dimissioni presentate dal senatore Massimo Bitonci, eletto sindaco di Padova, in qualità di primo dei non eletti nella circoscrizione Veneto viene proclamato senatore, dimettendosi da consigliere regionale.
Nella XVII legislatura è membro della 5ª Commissione Bilancio del Senato, della Commissione parlamentare d'inchiesta sul fenomeno delle intimidazioni nei confronti degli amministratori locali e della Commissione parlamentare per la semplificazione.

### Rielezione al Senato
Alle elezioni politiche del 2018 viene candidato al Senato nel collegio uninominale Veneto - 08 (Verona) per la coalizione di centro-destra in quota Lega e viene rieletto senatore con il 46,24% dei voti contro il candidato del Movimento 5 Stelle Gabriele Pernechele (22,67%) e del centro-sinistra, in quota Partito Democratico, Giovanna Zago (22,08%).
Nella XVIII legislatura viene eletto il 28 marzo 2018 segretario alla presidenza del Senato, il 20 giugno successivo vice-capogruppo vicario della Lega - Salvini Premier-PSd'Az ed è membro della 5ª Commissione Bilancio del Senato, brevemente della 14ª Commissione Politiche dell'Unione europea del Senato, della Commissione speciale per l'esame degli atti urgenti presentati dal Governo, della Commissione parlamentare per le questioni regionali e della Commissione parlamentare antimafia.
Alle elezioni politiche anticipate del 2022 viene ricandidato al Senato nel collegio uninominale Veneto - 05 (Verona), sostenuto dalla coalizione di centro-destra in quota Lega, venendo rieletto senatore con il 58,53% dei voti e superando con quasi il triplo la principale candidata del centro-sinistra Anna Maria Sterchele (21,28%). Nella XIX legislatura è vicepresidente della 1ª Commissione Affari Costituzionali e membro della Commissione parlamentare di inchiesta sul femminicidio, nonché su ogni forma di violenza di genere.